# 石破茂
石破茂（日语：／ Ishiba Shigeru；1957年2月4日—），日本政治人物，現任內閣總理大臣（首相）兼自由民主黨總裁。曾任防衛廳長官、防衛大臣、農林水產大臣、自由民主黨幹事長、內閣府特命擔當大臣（國家戰略特別區域、地方創生擔當）等職。父親為前建設事務次官及鳥取縣知事石破二朗。

## 經歷

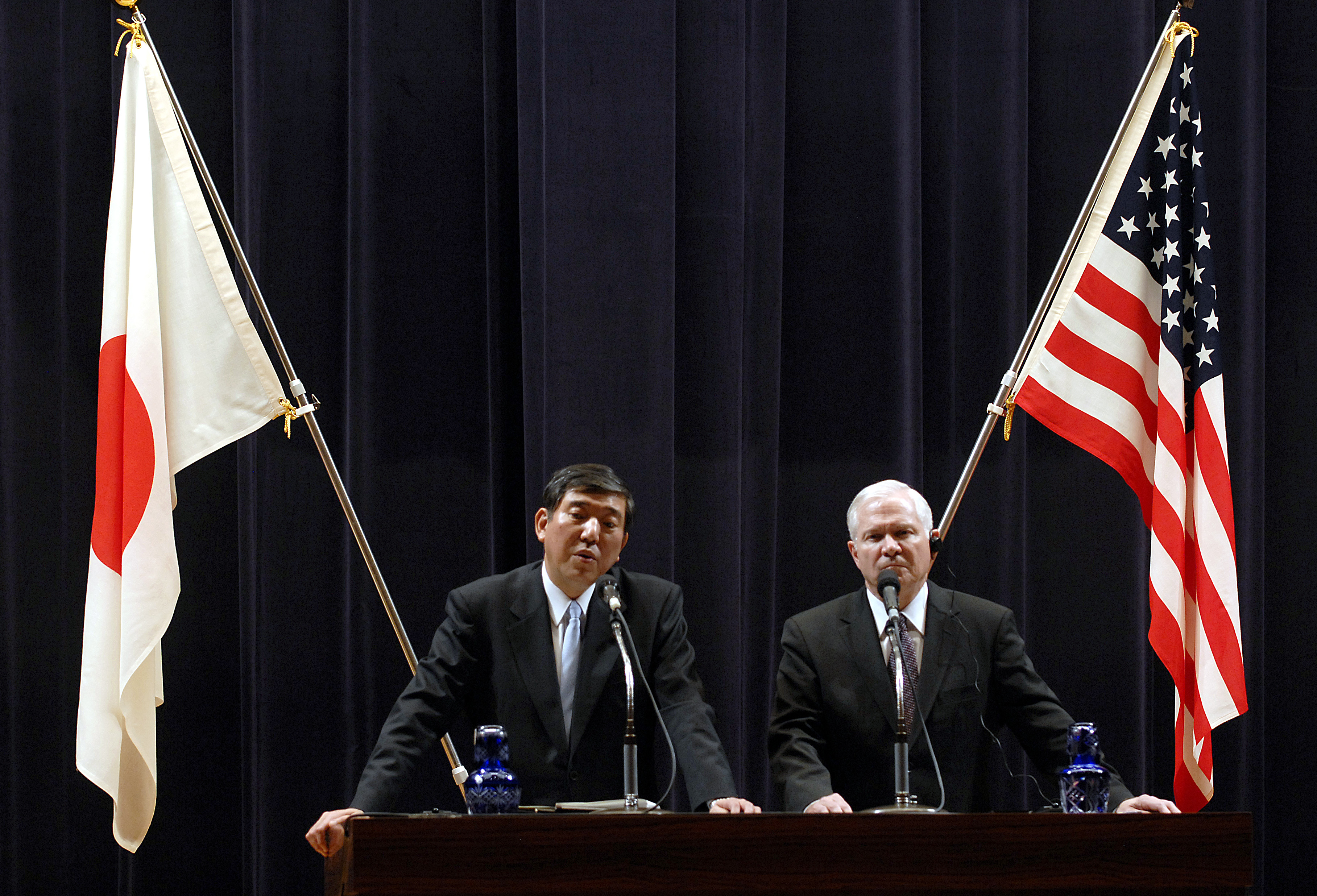
2007年11月8日石破茂与美国国防部长罗伯特·盖茨会面

### 早年
1957年生于東京都千代田區。翌年，因父亲石破二朗就任鸟取县知事，石破茂一家搬迁至鸟取县。石破茂先后就读于鳥取大学附属小学校、鳥取大学附属中学校，后进入慶應義塾高等學校就讀。1979年，他從慶應義塾大学法学部法學科畢業。石破茂一度想当新闻记者或进入日本國有鐵道工作，但由于父亲反对，石破茂只好放棄。1979年，他进入三井銀行，並在三井銀行位于东京都中央区的本町支店上班。

### 步入政壇
1981年，石破二朗去世。石破二朗的朋友田中角荣劝说石破茂继承父亲的遗志，踏入政界。1983年，石破茂辞去三井银行的职位，并在田中角荣领导的星期四俱乐部事务局工作。1986年，石破茂首次在众议院鸟取县选举区參選國會議員并顺利当选，至今连任13届。
1993年，由于政治改革法案问题退出自民党，但由于对新进党的小泽一郎失望，1997年，石破回归自民党。
2002年，在小泉纯一郎内阁中，石破入阁担任防卫厅长官，但上任後不久即和文部科學大臣・渡海紀三朗一同爆出醜聞辭職。2007年9月，在福田康夫時期擔任防衛大臣。
2008年9月，福田康夫辞去首相和自民黨總裁的职务后，石破茂参选总裁，但最终败于麻生太郎之下，后来在麻生内阁中，石破茂担任了农林水产大臣。
2009年，自民党在大選慘敗下野后，石破茂获任自民党的“自由民主黨執行部”之中的政务调查会会长，成为首位鸟取县出身的自民党高层，任期至2011年。
2012年9月，他再次出马参选自民党的新总裁，在第二轮投票中败于前首相安倍晋三，其後被安倍邀请出任自民党干事长。
2014年9月，安倍內閣改組，石破茂卸任自民黨幹事長，出任新設的地方創生担当大臣和内阁府特命担当大臣（国家战略特别区域）。
2015年9月，石破茂以包括自身在内的20人组建了自民党内的“石破派”。

### 首相生涯

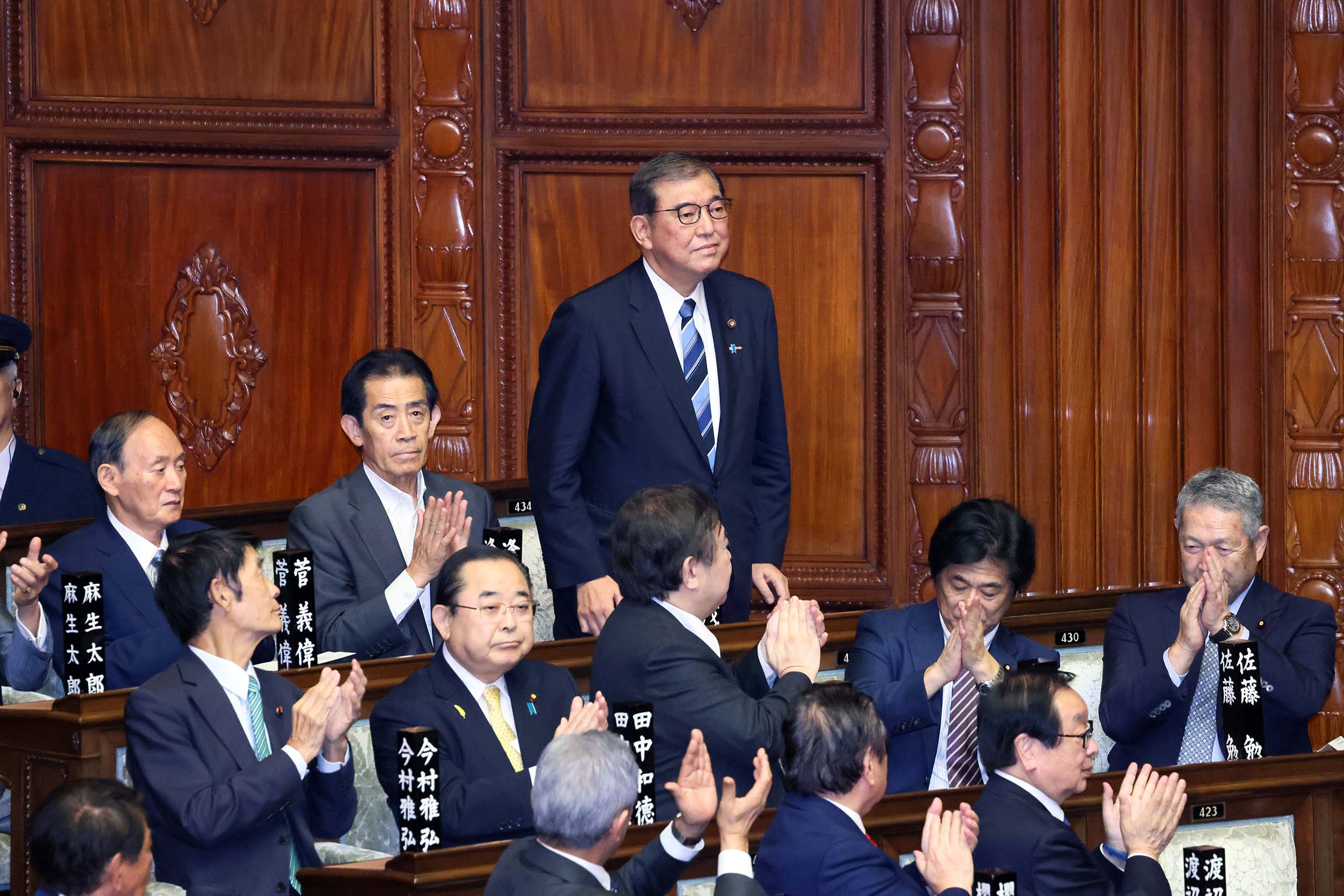
於2024年10月1日舉行的內閣總理大臣指名選舉，石破茂當選日本第102任內閣總理大臣

2024年8月24日，石破茂參選自民黨總裁選舉，是他政治生涯中第五次競逐總裁。9月27日投票當天，石破在第一輪投票當中得票第二，與得票第一的高市早苗一同進入第二輪選舉，最終在第二輪投票中以55.3%得票率勝選。10月1日，就任日本第102任內閣總理大臣。
上任首相後，為儘早讓新政府獲得國民認可，他計劃在10月9日宣佈解散國會，並在同月27日舉行大選。然而此次大選中自民黨慘敗，失去了67席，自公聯盟亦未能控制國會大多數。翌日的選後記者會上，石破表示他仍希望留任首相。11月11日，经国会众参两院首相指名选举，石破茂當選連任第103任內閣總理大臣。
2025年8月4日，石破茂在眾議院預算委員會會議上發表演說，為了防止人們淡忘歷史，也為了防止戰爭再次發生，有必要在戰後80周年的時間點上作出反思。

## 著作
- 《国防》2005年，防卫厅长官时
- 《真・政治力》2013年，自民党干事长时

## 選舉紀錄
| 年度 | 選舉屆數                   | 選舉區       | 所屬政黨   | 得票數  | 得票率 | 當選標記 | 備註 |
| ---- | -------------------------- | ------------ | ---------- | ------- | ------ | -------- | ---- |
| 1986 | 第38屆日本眾議院議員總選舉 | 鳥取縣全縣區 | 自由民主黨 | 56,534  | 14.82% |          |      |
| 1990 | 第39屆日本眾議院議員總選舉 | 鳥取縣全縣區 | 自由民主黨 | 82,169  | 21.54% |          |      |
| 1993 | 第40屆日本眾議院議員總選舉 | 鳥取縣全縣區 | 無黨籍     | 137,025 | 40.37% |          |      |
| 1996 | 第41屆日本眾議院議員總選舉 | 鳥取縣第1區  | 無黨籍     | 94,147  | 62.47% |          |      |
| 2000 | 第42屆日本眾議院議員總選舉 | 鳥取縣第1區  | 自由民主黨 | 91,163  | 49.06% |          |      |
| 2003 | 第43屆日本眾議院議員總選舉 | 鳥取縣第1區  | 自由民主黨 | 114,283 | 71.60% |          |      |
| 2005 | 第44屆日本眾議院議員總選舉 | 鳥取縣第1區  | 自由民主黨 | 106,805 | 59.25% |          |      |
| 2009 | 第45屆日本眾議院議員總選舉 | 鳥取縣第1區  | 自由民主黨 | 118,121 | 61.97% |          |      |
| 2012 | 第46屆日本眾議院議員總選舉 | 鳥取縣第1區  | 自由民主黨 | 124,746 | 84.5%  |          |      |
| 2014 | 第47屆日本眾議院議員總選舉 | 鳥取縣第1區  | 自由民主黨 | 93,105  | 80.27% |          |      |
| 2017 | 第48屆日本眾議院議員總選舉 | 鳥取縣第1區  | 自由民主黨 | 106,425 | 83.63% |          |      |
| 2021 | 第49屆日本眾議院議員總選舉 | 鳥取縣第1區  | 自由民主黨 | 105,441 | 84.07% |          |      |
| 2024 | 第50屆日本眾議院議員總選舉 | 鳥取縣第1區  | 自由民主黨 | 106,670 | 85.15% |          |      |

## 人物

### 宗教信仰
石破茂是基督徒，是自前首相原敬之後再一位基督徒日本首相（原敬信奉天主教），他的父親是淨土宗的佛教徒，母親與外祖父是基督徒。兒時在基督教的幼稚園就讀，18歲在日本基督教團的鳥取教會受洗。但石破茂不拒絕偶像崇拜，因此仍會參拜神社。他曾表示：「46年以來，在接觸基督教的同時，一直帶著信仰生活。」

### 興趣嗜好
石破茂的興趣廣泛，他自認是政治界少見的演藝偶像通，同時也是軍事迷及鐵道迷，他往來家鄉鳥取與東京時，經常搭乘因幡號列車（いなば）及臥舖列車Sunrise出雲號（サンライズ出雲）。石破茂在《週刊Playboy》2009年2月16日號刊載的訪問上說「在臥鋪列車上不會被助理打擾，而可做自己喜歡的事情，是很有趣的時間」。2013年傳出蓝色列车即將全面停駛廢止時，石破茂曾在網誌上表示心情很沮喪。

## 外部連結
- 石破茂 官方網站 （页面存档备份，存于）
- 石破茂 博客 （页面存档备份，存于）
- 石破茂的X（前Twitter）
- 石破茂支持者網頁 Facebook （页面存档备份，存于）

| 官衔                                                  | 官衔                                                         | 官衔            |
| ----------------------------------------------------- | ------------------------------------------------------------ | --------------- |
| 前任： 岸田文雄                                       | 內閣總理大臣 2024年10月1日－                                 | 繼任： 現任     |
| 前任： 職位創建                                       | 特命擔當大臣（地方創生） 2015年10月7日－2016年8月3日         | 繼任： 山本幸三 |
| 前任： 新藤義孝                                       | 特命擔當大臣（國家戰略特別區域） 2014年9月3日－2015年10月7日 | 繼任： 職位廢止 |
| 前任： 職位創建                                       | 地方創生擔當大臣 2014年9月3日－2015年10月7日                 | 繼任： 職位廢止 |
| 前任： 町村信孝（代理）                               | 農林水產大臣 2008年9月24日－2009年9月16日                    | 繼任： 赤松廣隆 |
| 前任： 高村正彥                                       | 防衛大臣 2007年9月26日－2008年8月2日                         | 繼任： 林芳正   |
| 前任： 中谷元                                         | 防衛廳長官 2002年9月30日－2004年9月27日                      | 繼任： 大野功統 |
| 議會席位                                              |                                                              |                 |
| 眾議院議員（鳥取縣全縣區→鳥取縣第1區） 1986年7月8日起 |                                                              |                 |
| 政党职务                                              |                                                              |                 |
| 自由民主黨                                            |                                                              |                 |
| 前任： 岸田文雄                                       | 總裁 2024年9月27日－                                         | 繼任： 現任     |
| 前任： 石原伸晃                                       | 幹事長 2012年9月26日－2014年9月3日                           | 繼任： 谷垣禎一 |
| 前任： 保利耕輔                                       | 政務調查會長 2009年9月16日－2011年9月2日                     | 繼任： 茂木敏充 |